# 李仕恩
李仕恩（1931年—），山东荣成市人。中华人民共和国政治人物。

## 生平
1948年9月，参加革命工作。1949年1月，加入中国共产党。参加工作后，曾任区财粮助理员，荣成县政府秘书，烟台地委秘书，文登县委常委、组织部长，公社党委书记等职。1973年7月，任中共莱阳县委副书记兼县革委副主任。1976年12月至1984年1月，任中共莱阳县委书记兼县人武部政委；后调任中共威海市委书记，威海升为省辖市后，任中共威海市委副书记，兼环翠区委书记。